# Román Villalobos
Pour les articles homonymes, voir Villalobos.
Villalobos  Solis est un nom espagnol. Le premier nom de famille, en général paternel, est Villalobos ; le second, en général maternel, souvent omis, est Solis.
Román Daniel Villalobos Solis, né le 24 juin 1990 à Heredia, est un coureur cycliste costaricien.

## Biographie
En 2013, lors d'une compétition en Argentine, la Vuelta a Mendoza, il est contrôlé positif à l'ostarine (un anabolisant) et se voit suspendu deux ans par sa fédération, peine finalement réduite à 18 mois.
En 2018, il crée la surprise en remportant la 2e étape du Tour de San Juan. En décembre, il gagne deux étapes, le classement par points et le classement de la montagne du Tour du Costa Rica. En avril 2019, l'UCI annonce que sur cette course, il a été contrôlé positif à la méthandiénone, un stéroïde anabolisant, en plus d'indices de transfusion sanguine. Il est provisoirement suspendu,.

## Palmarès
- 2011
  - Vuelta de la Juventud Costa Rica :
    - Classement général
    - 2e et 5e étapes
- 2012
  -  Champion du Costa Rica du contre-la-montre
  - 2e du Tour du Costa Rica
  - 3e du Tour du Guatemala
- 2013
  - 9e étape du Tour de Mendoza
  - 2e du Tour de Mendoza
  -  Médaillé de bronze du contre-la-montre aux Jeux d'Amérique centrale
- 2014
  - 5e étape du Tour du Costa Rica
- 2015
  - Tour du Guatemala :
    - Classement général
    - 3e étape

  - 8e étape du Tour du Costa Rica
  - 2e du Tour du Costa Rica
- 2016
  - Tour du Guatemala :
    - Classement général
    - 5e étape

  - 3e du Grand Prix de San José
  - 3e du Tour du Costa Rica
- 2017
  - 3e étape du Tour du Nicaragua
  - 7e étape du Tour du Costa Rica
  - 2e du Tour du Costa Rica
  - 3e du championnat du Costa Rica sur route
- 2018
  - 2e étape du Tour de San Juan
  - 4e étape de la Ruta del Centro
  - 1re étape du Tour du Michoacán
  - 6e et 7e étapes du Tour du Costa Rica
  - 2e du championnat du Costa Rica du contre-la-montre
  - 2e du Tour du Michoacán

## Classements mondiaux
| Année            | 2012 | 2013 | 2014 | 2015 | 2016 | 2017 |
| ---------------- | ---- | ---- | ---- | ---- | ---- | ---- |
| UCI America Tour | 143e | 53e  | 124e | 12e  | 97e  | 14e  |